# Gyantás kérgestapló
A gyantás kérgestapló (Ischnoderma resinosum) a Fomitopsidaceae családba tartozó, Eurázsiában és Észak-Amerikában elterjedt, lombos fák elhalt törzsén élő, nem ehető gombafaj. 

## Megjelenése
A gyantás kérgestapló termőteste 5-15 cm széles és 0,5-3 cm vastag, alakja félkörös vagy kagylószerű. Fiatalon vastag és húsos, később hagyományos tapló alakú. Néha szabálytalan lehet, felső része csak kis perem a megvastagodott, lefelé burjánzó termőréteg fölött. Felülete fiatalon nemezes, borostás, majd lecsupaszodó; esetenként zónázott vagy sugarasan ráncolt lehet. Színe vörösbarnás, végül feketésbarna, növekedésben lévő széle fehéres. Fiatalon borostyánszínű cseppeket választ ki.  
Termőrétege pórusos, a pórusok szűkek (4-6/mm). Színe eleinte fehér, majd okkeres, világosbarnás; sérülésre barnul.
Húsa fiatalon puha és fehér, később szívós, rugalmas, világosbarna. Íze és szaga nem jellegzetes.
Spórapora fehér. Spórája hengeres vagy kolbászforma, felülete sima, mérete 5-7 x 1,5-2. 

### Hasonló fajok
A fenyőkön élő fenyő-kérgestapló nagyon hasonlít hozzá, egyes szerzők (főleg az amerikaiak) egy fajnak tartják őket.  

## Elterjedése és termőhelye
Eurázsiában és Észak-Amerikában honos. Magyarországon ritka.
Különböző lombos fák (főleg bükkön) elhalt törzsén él, azok anyagában fehérkorhadást okoz. Augusztustól októberig terem.  
Nem ehető. Poliszacharid-kivonata kísérleti állatokban gátolta a tumorok növekedését.

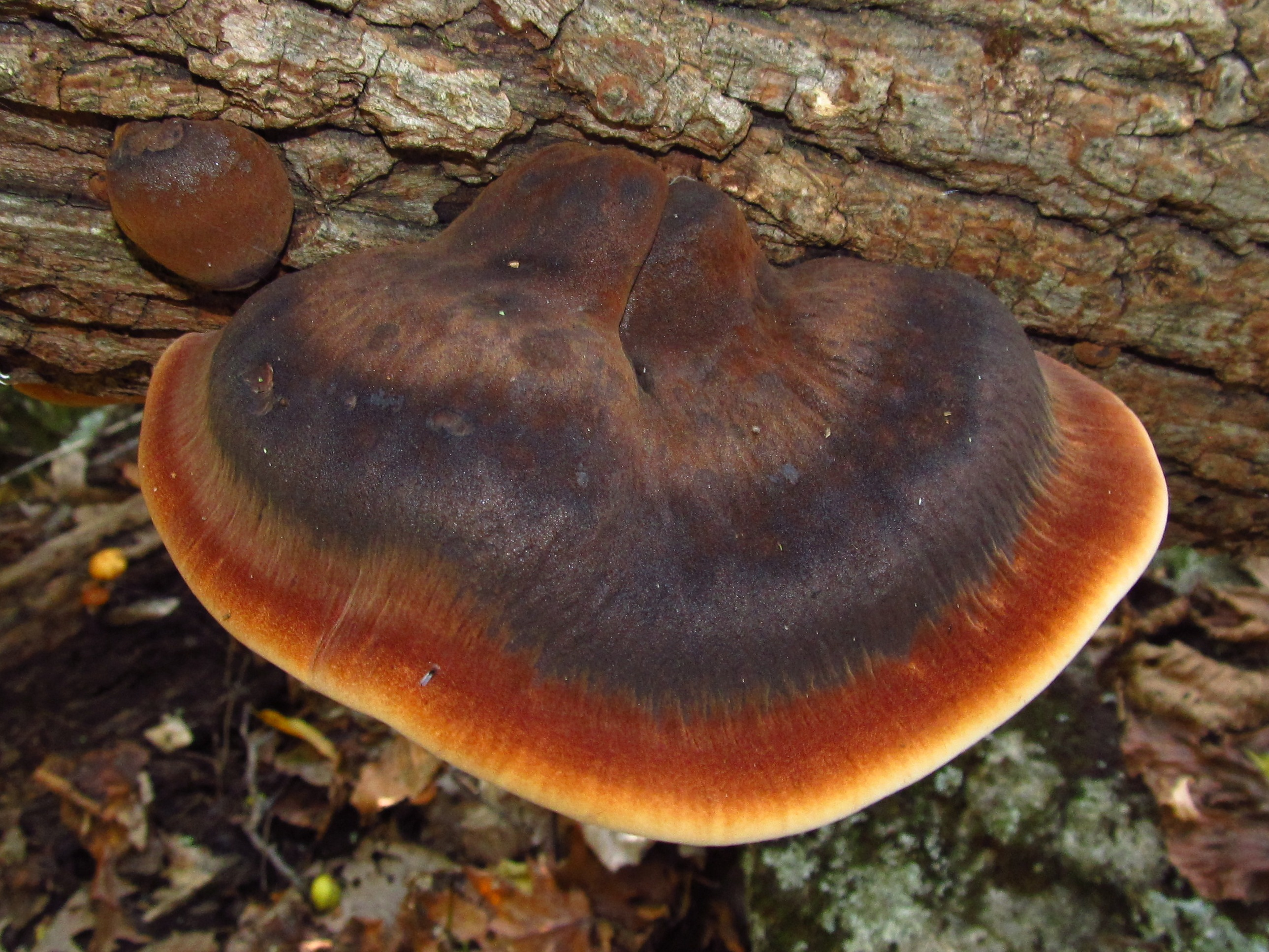
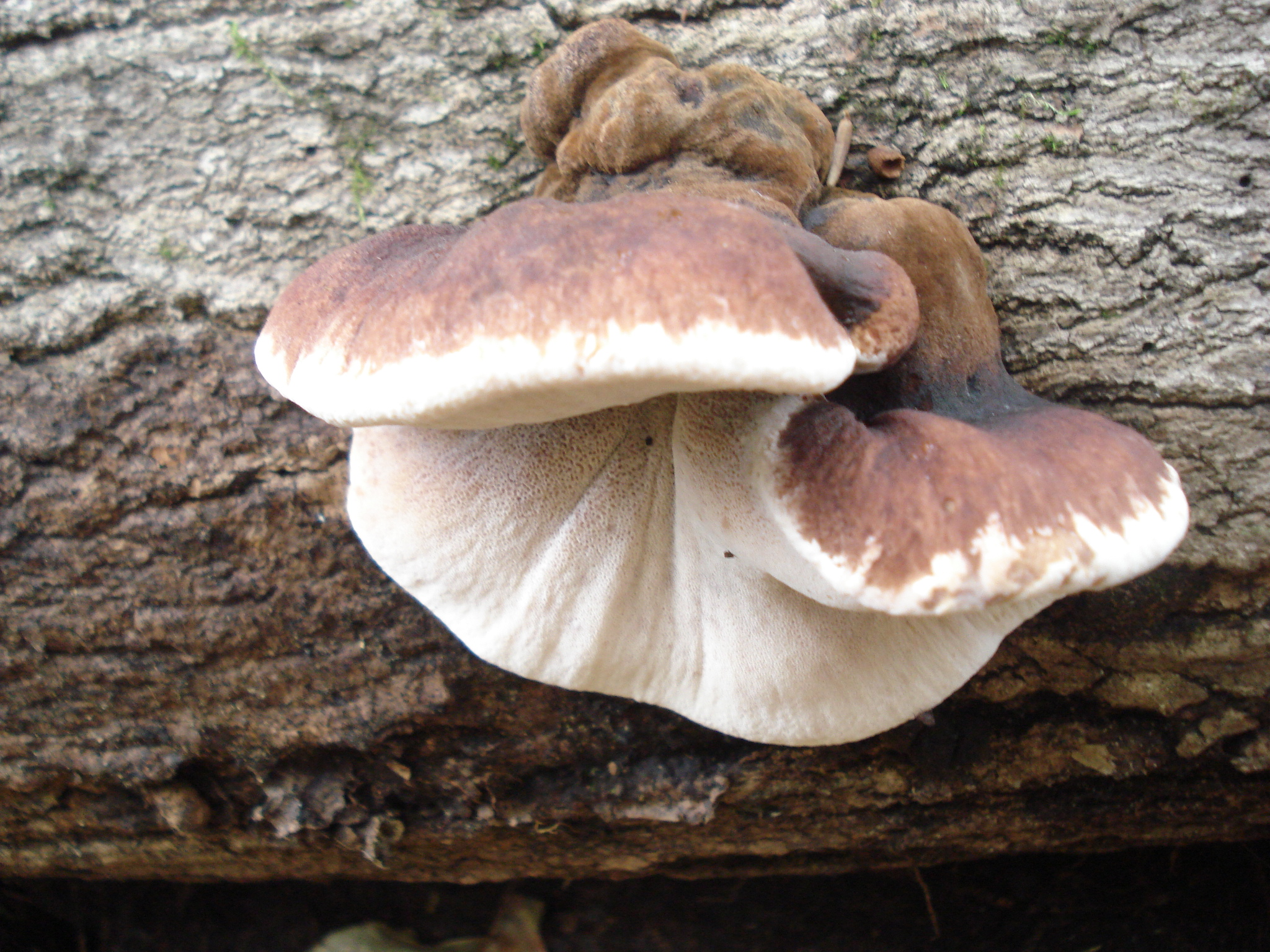
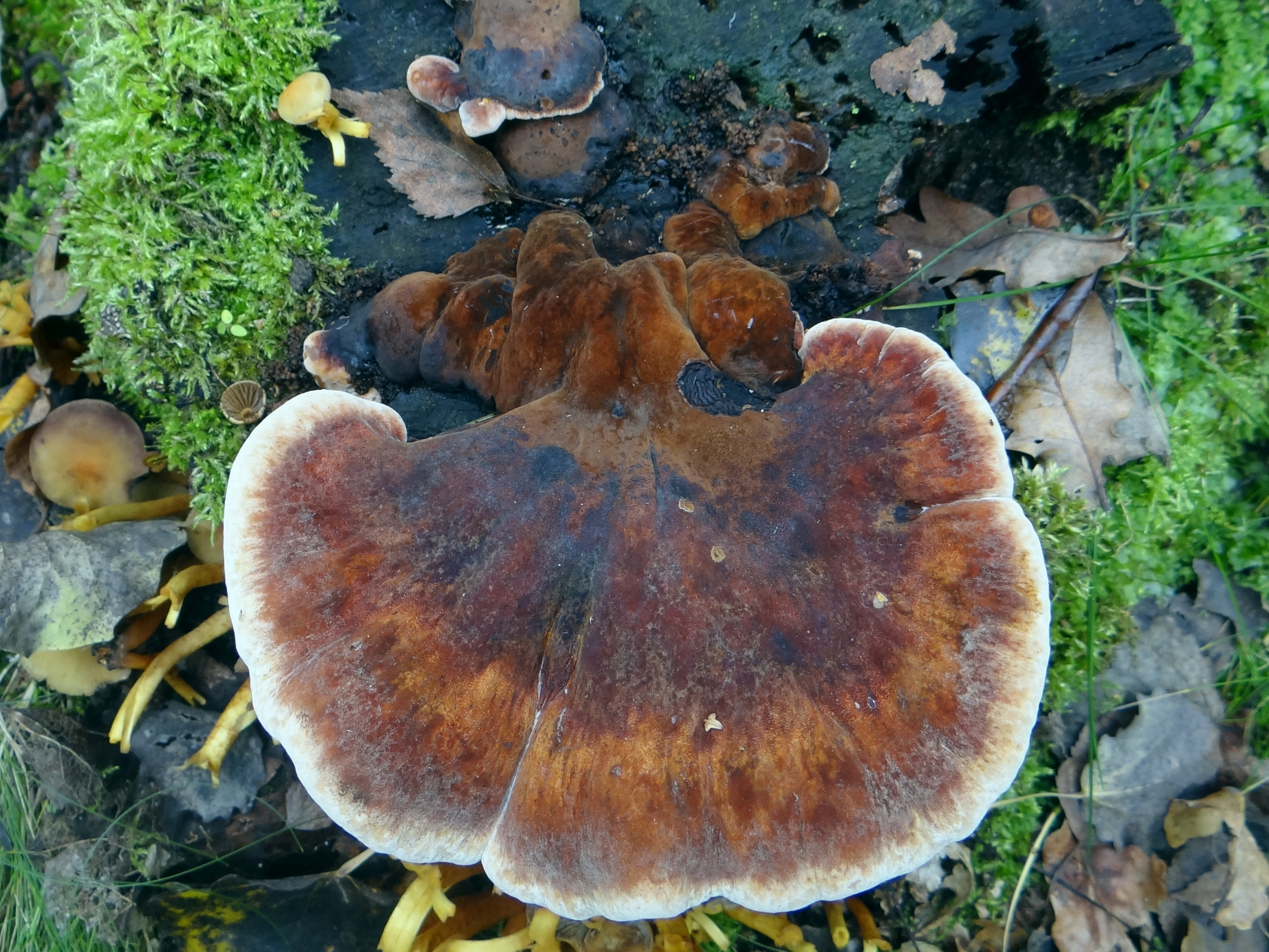
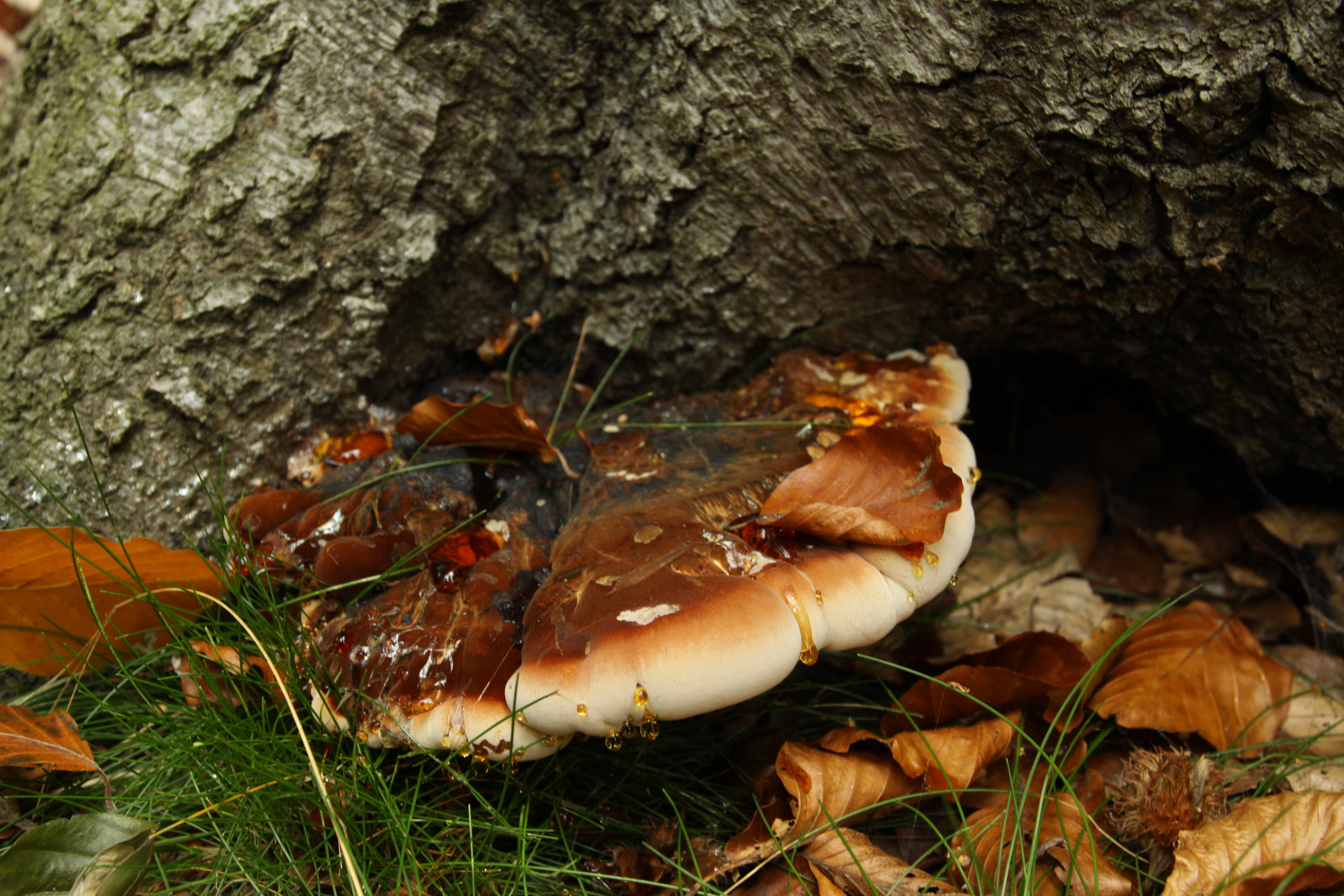
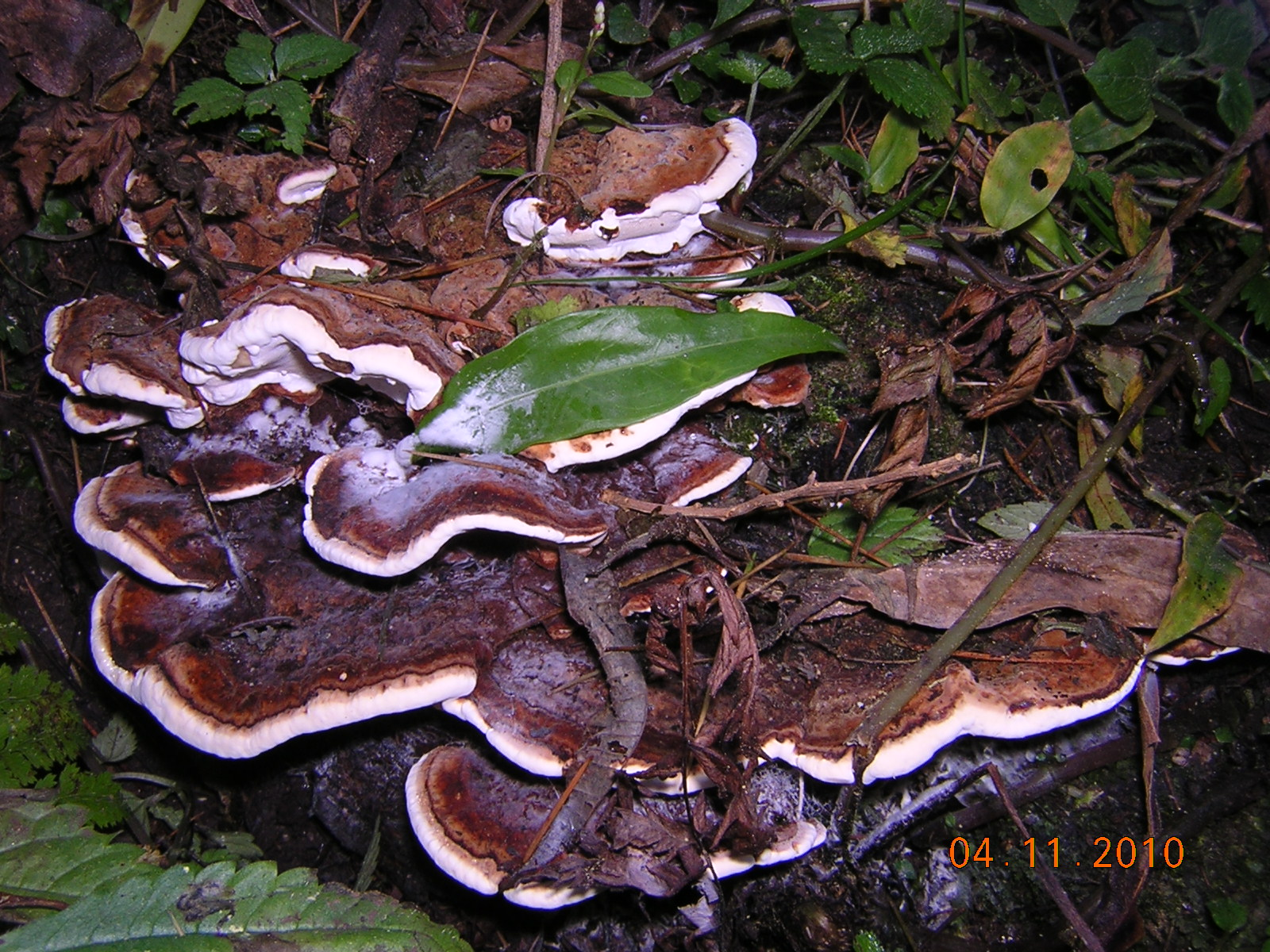